# Championnat d'Asie masculin de basket-ball 1997
Navigation
Corée du Sud 1995 Japon 1999
Le championnat d'Asie de basket-ball 1997 est la dix-neuvième édition du championnat d'Asie des nations. Elle s'est déroulée du 11 au 19 septembre 1997 à Riyad en Arabie saoudite.

## Classement final
| Position | Équipe              | Bilan |
| -------- | ------------------- | ----- |
| 1        | Corée du Sud        | 7v-1d |
| 2        | Japon               | 4v-3d |
| 3        | Chine               | 7v-1d |
| 4        | Arabie saoudite     | 4v-3d |
| 5        | Émirats arabes unis | 4v-3d |
| 6        | Taïwan              | 4v-3d |
| 7        | Jordanie            | 3v-4d |
| 8        | Iran                | 3v-4d |
| 9        | Philippines         | 3v-3d |
| 10       | Bahreïn             | 4v-3d |
| 11       | Inde                | 3v-3d |
| 12       | Indonésie           | 2v-5d |
| 13       | Kazakhstan          | 2v-4d |
| 14       | Hong Kong           | 1v-5d |
| 15       | Bangladesh          | 0v-6d |